# ایرانیان امارات
ایرانیان امارات از مهمترین مردمان ایرانی‌تبار مهاجر ساکن امارات متحده عربی هستند. دین ایرانیان ساکن امارات متحده عربی اسلام است و مذهب آنها اهل‌سنت و اهل‌تشیع و اقلیت آنها دیگر ادیان هستند. زبان ایرانیان ساکن امارات اعم از پارسی، اچمی، بلوچی، عربی، جنوبی و دیگر زبان هاست.

## جمعیت
آمار دقیقی از شمار ایرانیان مقیم امارات وجود ندارد، اما در منابع نیمه رسمی جمعیت آنان حدود ۵۰۰٫۰۰۰ تن تخمین زده می‌شود که حدود ۴۰۰٫۰۰۰ تن ساکن دبی هستند.
علاوه بر این ۱۷٪ جمعیت امارات اصالتاً ایرانی‌ هستند. (۱۹۹۸) بنا به آمار سازمان سیا، ایرانیان و عرب‌های غیراماراتی مجموعاً ۲۳٪ از جمعیت کشور را تشکیل می‌دهند.

## ایرانیان در جامعه امارات

### خاستگاه
بخش عمده‌ای از ایرانیان امارات از حدود یک قرن پیش از استانهای جنوبی یعنی هرمزگان، فارس و بوشهر، به خصوص اهالی لامرد و لارستان که شامل منطقه بزرگی در جنوب فارس و بخش هایی از بوشهر و هرمزگان بوده به علت از رونق افتادن بزرگترین مرکز بازرگانی آن دوره در خلیج فارس یعنی بندر لنگه و نیز ظلم حکام محلی به این سرزمین کوچیدند.

### اقتصاد
ایران و امارات روابط تجاری بسیار دارند. همچنین ایرانیان بسیاری در امارات به تجارت و بازرگانی مشغولند. ایرانیان در سال ۲۰۰۵ حدود ۲۰۰ میلیارد دلار در این کشور سرمایه‌گذاری کردند که انتظار می‌رفت در سال ۲۰۰۶ حدود ۳۰۰ میلیارد دلار باشد. حجم مبادلات غیرنفتی میان ایران و امارات ۱۴ میلیارد دلار تخمین‌زده‌شده که ۹٫۸ میلیارد دلار آن از امارات به ایران بوده‌است. به نوشته نشریه نشنال دیفنس، در تحریم‌های علیه ایران در پی برنامه هسته‌ای ایران امارات سود خوبی می‌کند. ایالات متحده آمریکا نیز بانک‌های این کشور را تحت فشار می‌گذارد تا با روابطشان را با ایران قطع کنند. دارایی ایرانی‌ها در امارات متحده عربی در سال ۲۰۱۹ حدود ۳۰۰ میلیارد دلار می‌باشد.

### آموزش
به نوشته الشرق الاوسط، حدود ۱۰٬۰۰۰ ایرانی در مدارس و دانشگاه‌های امارات تحصیل می‌کنند. ایرانیان در امارات دارای مدرسه و موسسات آموزش عالی نیز هستند. در حال حاضر ۷ مجتمع بزرگ آموزشی ایرانی، یک مدرسه بین‌المللی و یک مجتمع غیرانتفاعی مخصوص ایرانیان در امارات فعالیت می‌کنند که بیش از ۵٬۰۰۰ دانش‌آموز را تحت پوشش دارند. دانشگاه آزاد اسلامی واحد امارات متحده عربی نیز از سال ۲۰۰۴ در مقاطع کاردانی، کارشناسی و کارشناسی ارشد در رشته‌های گروه مهندسی، مدیریت، حقوق، روانشناسی و حسابداری دانشجو می‌پذیرد. نخستین مدرسه ایرانی امارات در سال ۱۳۳۶ در دبی ساخته شد و با افزایش جمعیت ایرانیان، مدارس ایرانی شارجه و ابوظبی نیز ساخته شدند.
انجمن خیرین مدرسه‌ساز ایران در امارات نیز فعالیت دارد. ایران تنها کشوری است که در امارات مدرسه ویژه استثنایی‌ها دارد. ایرانیان نخستین مدرسه استثنایی دوبی را با نام احسان بنیانگذاری کردند. هزینه تحصیل در امارات، به ویژه در مدارس بین‌المللی بسیار بالا است. البته حتما باید به این نکته نیز دقت کنید که امارات یک کشور پیشرفته است و با وجود اینکه هزینه‌های زندگی در آن نسبتاً بالاست اما درآمد مشاغل در این کشور نیز بالا است.

### ورزش
ایرانیان در فوتبال امارات فعالیت‌های زیادی داشته‌اند. حشمت مهاجرانی از پایه‌گذاران فوتبال حرفه‌ای و تئوریسین‌های فوتبال امارات است، و از او با لقب «خبیر» یاد می‌کنند. باشگاه‌های امارات در سالیان اخیر مربیان و بازیکنان ایرانی زیادی را به خدمت گرفته‌اند. در تابستان ۲۰۱۰ یکباره تمامی بازیکنان ایرانی از لیگ امارات خارج شدند.

## در رسانه‌های عمومی
ایرانیان امارات به صورت کلیشه‌ای (که برای آنها عادی به نظر می‌رسید) به تصویر کشیده شده‌اند، مانند سریال تلویزیونی «عجیب غریب» با شخصیت «گلی»، برنامه کویتی «الدعله» که هدی الخطيب یک صحنه کامل دارد که در آن زبان عربی یاد می‌گیرد و آهنگ لارستانی/آچومی/خودمونی/بستکی «قلیون مه تشن، قوری مه چایی، یار نازنین، جای تو خالی» را می‌خواند. در برنامه کارتونی «فریج» (که به معنی "دهکده" در عربی است)، شخصیت ایرانی «ام علی/علاوی» (به معنی "مادر علی") نام دارد. او به عربی با لهجه فارسی صحبت می‌کند و به عنوان باهوش‌ترین فرد میان گروهی از زنان سنتی با پیشینه‌ها و نژادهای مختلف به تصویر کشیده شده است.

## نگارخانه

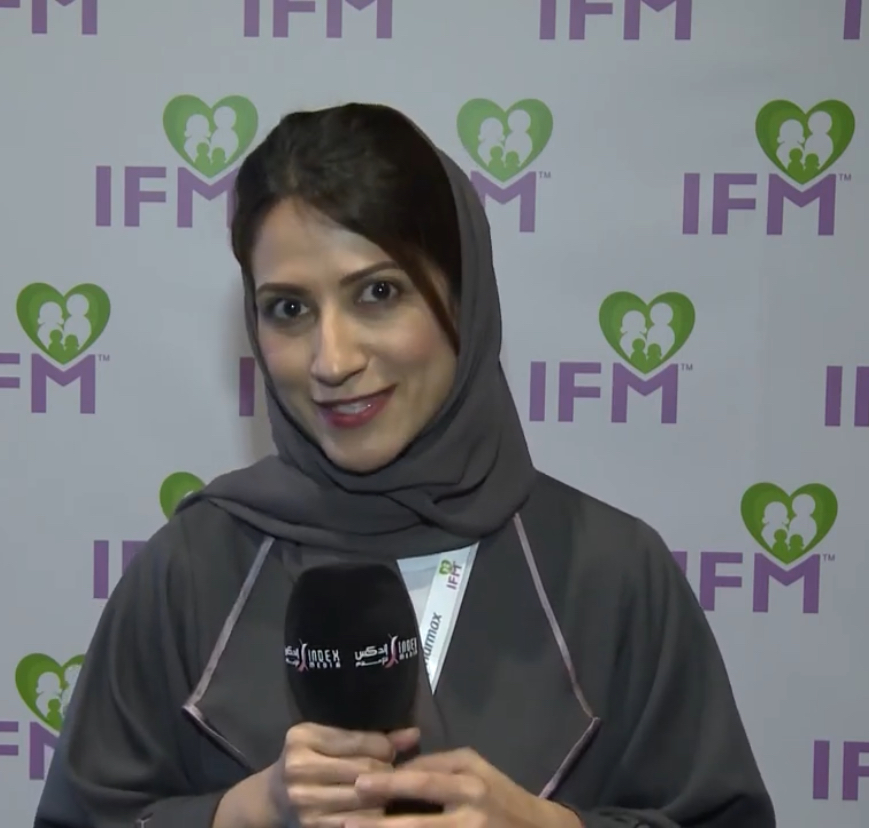
ابتسام البستكي
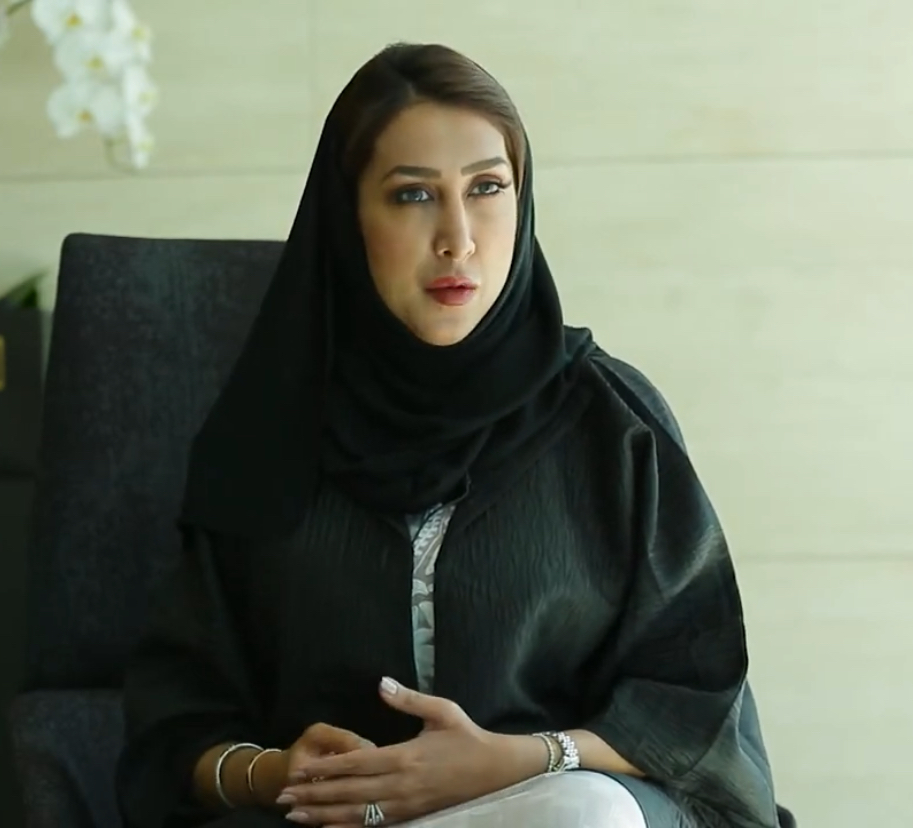
خديجة البستكي
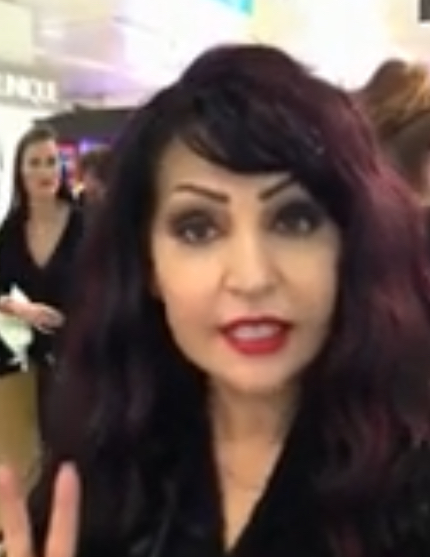
هدى الخطيب
احلام

## پیوند به خارج
- صفحه ایرانیان امارات بر ‌اینستاگرام